# De Dion-Bouton Type 3
La Type III è un autoveicolo a tre ruote prodotto dal 1887 al 1892 dall'azienda francese De Dion-Bouton.

## Profilo
Sull'onda del clamore suscitato dalla presentazione della Dog Cart nel 1883, la piccola azienda francese De Dion, Bouton et Trépardoux in Paris realizzò un nuovo autoveicolo, che a differenza del modello precedente era a tre ruote, due davanti e una dietro.

Questo nuovo modello fu presentato alla fine del 1887 e montava un motore a vapore sistemato anteriormente. Tale motore erogava una potenza massima di 4.5 CV, e spingeva il triciclo a una velocità massima di 20 km/h.

Come nel caso del Dog Cart, anche questo nuovo modello subì successivi perfezionamenti, arrivando anche a incrementare le prestazioni e a poter essere utilizzato in una delle primissime gare tra autoveicoli del genere. In tale gara, la vettura condotta dal conte Albert De Dion in persona arrivò prima, cementando così la reputazione dell'azienda di Puteaux.